# Aniello Desiderio
Aniello Desiderio (Napoli, 13 giugno 1971) è un chitarrista italiano.
Studia con Stefano Aruta e Bruno Battisti D'Amario, e si perfeziona col maestro cubano Leo Brouwer. Nel 1992 si diploma cum laude presso il conservatorio di Alessandria.
Particolarmente apprezzato per l’interpretazione di brani di Paganini e Scarlatti, Carulli ed altri noti autori chitarristici italiani, tra i principali riconoscimenti attribuitigli figurano il I premio al Concorso Internazionale dell'Avana (Cuba), il I premio al Concorso Internazionale di Benicasim (Spagna), il I premio al Concorso Internazionale di Sanremo.
Tiene concerti e master class in tutto il mondo, fra le nazioni coinvolte nei suoi tour vi sono Norvegia, Germania, Croazia, Stati Uniti, Turchia, Romania, Austria, Spagna, Repubblica Ceca, Grecia, Jugoslavia, Messico, Indonesia, Lussemburgo, Brasile, Francia, Slovenia, Svizzera, Giappone, Danimarca, Colombia, Polonia, Venezuela, Paesi Bassi, Portogallo, Russia.
Ha pubblicato quattro dischi a proprio nome. Dal 28 gennaio 2019 è docente di chitarra classica presso il conservatorio Domenico Cimarosa di Avellino.